# Култура Ирака
Култура Ирака ( арапски : ثقافة العراق ) или култура Месопотамије је једна од најстаријих светских културних историја и сматра се једном од најутицајнијих култура на свету. Регион између река Тигра и Еуфрат, историјски познат као Месопотамија, често се назива колевком цивилизације. Месопотамско наслеђе је утицало и обликовало цивилизације Старог света на различите начине, као што су измишљање писања, математике, права, астрологије и многих других области. Ирак је дом различитих етничких група које су допринеле широком спектру ирачке културе. Земља је позната по својим песницима, архитектама, сликарима и вајарима који су међу најбољима у региону, а неки од њих су светске класе. Земља има једну од најдужих писаних традиција на свету, укључујући архитектуру, књижевност, музику, плес, сликарство, ткање, грнчарство, калиграфију, клесарство и обраду метала.
Поред тога, Ирак прихвата и слави достигнућа своје прошлости у предисламским временима, као и у исламско доба током исламског златног доба када је Багдад био главни град Абасидског калифата .

## Уметност
Ирачка уметност има дубоко наслеђе које сеже у прошлост до античких времена и односи се на сва дела визуелне уметности која потичу из географског региона од древних месопотамских периода. Месопотамска уметност укључује омиљене теме као што су божанства, сама или са обожаваоцима, и животиње у неколико типова сцена: понављане у редовима, појединачне, боре се једна са другом или са човеком, саме се суочавају са животињама или поред човека или бога у Господару Мотив животиња, или дрво живота.
Током Абасидског калифата, који је владао из срца Месопотамије, грнчарија је постигла висок ниво софистицираности, калиграфија је почела да се користи за украшавање површина украсних предмета и илуминираних рукописа, посебно су курански текстови постали сложенији и стилизованији. Прва ирачка уметничка школа основана је током овог периода, омогућавајући занатлијама и занатима да цветају. Међу познатим абасидским уметником је Јахја Ал-Васити који је живео у Багдаду у касном абасидском добу (12. до 13. век) и био је истакнути уметник Багдадске школе. Његова најпознатија дела укључују илустрације за књигу Макамат (Скупштине) из 1237. године, серију анегдота друштвене сатире коју је написао ал-Харири. Ал-Ваитијеве илустрације послужиле су као инспирација за модерни Багдадски уметнички покрет 20. века.

## Језици
Главни језици који се говоре у Ираку су месопотамски арапски и курдски, затим ирачки туркменски/туркомански дијалект турског језика и неоарамејски језици (посебно калдејски и асирски ). Арапски и курдски су написани верзијама арапског писма. Од 2005. године, туркменско/туркоманско је прешло са арапског писма на турско писмо.
Поред тога, неоарамејски језици користе сиријско писмо . Други мањи језици мањина су мандајски, енглески, шабаки и јерменски.
Према Уставу Ирака (члан 4):
Арапски језик и курдски језик су два званична језика Ирака. Право Ирачана да школују своју децу на свом матерњем језику, као што су туркменски, сиријски и јерменски, биће загарантовано у државним образовним институцијама у складу са образовним смерницама, или на било ком другом језику у приватним образовним институцијама.

### Древни
Сумерски (𒅴𒂠 ЕМЕ.ГИР 15 " матерњи језик ") је био језик старог Сумера и језички изолат који се говорио у Месопотамији (Ирак). Сумерски језик је најранији познати писани језик „Протописмени“ период сумерског писања обухвата ц. 3300 до 3000. п. н. е.. У овом периоду записи су искључиво логографски, са фонолошким садржајем. Најстарији документ протописменог периода је Киш плоча. Фалкенштајн (1936) наводи 939 знакова коришћених у протописменом периоду ( касни Урук, 34. до 31. век). Током 3. миленијума пре нове ере, развила се интимна културна симбиоза између Сумерана и Акађана који су говорили семитски, што је укључивало широко распрострањену двојезичност. Утицај сумерског и источносемитског језика акадског један на други је очигледан у свим областима, од лексичког позајмљивања у значајној мери до синтаксичке, морфолошке и фонолошке конвергенције. Ово је подстакло научнике да сумерски и акадски језик у трећем миленијуму пре нове ере називају Спрацхбундом.

## Књижевност

### предисламска
Сумерска књижевност чини најранији познати корпус забележене литературе, укључујући верске списе и друге традиционалне приче које је одржавала сумерска цивилизација и које су углавном сачувала каснија акадска и вавилонска империја. Ови записи су писани на сумерском језику током средњег бронзаног доба.
Сумерани су измислили један од првих система писања, развијајући сумерско клинасто писмо од ранијих протописаних система око 30. века пре нове ере. Сумерски језик је остао у службеној и књижевној употреби у Акадском и Вавилонском царству, чак и након што је говорни језик нестао из становништва; писменост је била широко распрострањена, а сумерски текстови које су студенти преписивали имали су велики утицај на каснију вавилонску књижевност.

#### Поезија
Поезија је најдоминантнији облик књижевности у Ираку, а земља је позната по томе што има значајне песнике.
Древна мезопотамска песма даје прву познату причу о проналаску писања :
Пошто су гласникова уста била тешка и није могао да понови [поруку], Господар Кулабе је потапшао неку глину и ставио речи на њу, као плочу. До тада није било речи на глини.

 — Сумерска епска песма Енмеркар и господар Арате . Око 1800. п. н. е.
Гилгамеш ( сумерски : 𒀭𒄑𒉋𒂵𒈨𒌋𒌋𒌋, романизовано: Гилгамеш ; првобитно сумерско : 𒀭𒉋𒂵𒈩, романизовано: Билгамеш ) је био главни херој у древном Гилгамском промешаном писцу Гилгамеша у мојој античкој Гилгамеш.
Еп о Гилгамешу ( /ˈɡɪлɡәмɛʃ/) је епска песма из древне Месопотамије, која се сматра најранијом преживелом запаженом литературом. Књижевна историја Гилгамеша почиње са пет сумерских песама о Билгамешу (сумерски за "Гилгамеш"), краљу Урука, које датирају из Треће династије Ура ( око 2100. п. н. е.). Ове независне приче су касније коришћене као изворни материјал за комбиновани еп на акадском . Прва сачувана верзија овог комбинованог епа, позната као "старобабилонска" верзија, датира из 18. века пре нове ере и насловљена је по његовом инципиту, Схутур ели схарри ("Превазилажење свих других краљева"). Само неколико таблета је преживело. Каснија стандардна вавилонска верзија коју је саставио Син-леки-уннинни датира из 13. до 10. века пре нове ере и носи инципит Сха накба имуру („Онај који је видео бездан“, модерним речима: „Онај који види непознато "). Отприлике две трећине ове дуже верзије од дванаест таблета је враћено. Неке од најбољих копија откривене су у рушевинама библиотеке асирског краља Асурбанипала из 7. века пре нове ере.

### Пост-исламски
Током Абасидског калифата, добро успостављена традиција поезије и даље је била најдоминантнији облик књижевности. Поред тога, абасидску књижевност је карактерисала појава многих нових жанрова и научне и софистициране критичке свести.
Багдад је еволуирао у значајан културни, комерцијални и интелектуални центар муслиманског света . Ово, поред смештаја неколико кључних академских институција, укључујући Кућу мудрости, као и домаћинства мултиетничког и мултирелигијског окружења, донело је граду светску репутацију „Центра учења“.

### Савремени
Неке од најважнијих личности ирачке књижевности 20. века су Сафа Кхулуси Маруф Русафи и Даиси Ал-Амир, Јамил Захави, Јавахири и Кхазал ал Мајиди.

## Архитектура
Древна архитектура Месопотамије, која обухвата неколико различитих култура и обухвата период од 10. миленијума пре нове ере, када су прве сталне грађевине изграђене у 6. веку пре нове ере. Међу месопотамска архитектонска достигнућа су развој урбаног планирања, дворишне куће и зигурати . У Месопотамији није постојала архитектонска професија; међутим, писари су састављали и управљали градњом за владу, племство или племство. Локална архитектура Ирака је често била заснована на народној архитектури наслеђиваној с једне генерације на другу. Пошто је ирачко друштво састављено од мултикултуралних друштвених група са различитим архитектонским наслеђем, стари ирачки градови имају неколико типова архитектуре и урбаних облика.
Ирак је познат по томе што има архитекте светске класе, као што су Заха Хадид, Рифат Чадирји и Хишам Н. Ашкоури, између осталих.

## Филм
Док је прва ирачка филмска пројекција одржана 1909. године, биоскоп се није сматрао културном активношћу или разонодом све до 1920-их. Први биоскопи, попут чувеног биоскопа ал-Завра на ужурбаној багдадској улици ал-Рашид, приказивали су углавном америчке нијеме филмове за британске грађане. Четрдесетих година 20. века под владавином ирачког краља Фејзала II, почела је права ирачка кинематографија. Уз подршку британских и француских финансијера, компаније за производњу филмова основале су се у Багдаду. Багдадски студио је основан 1948. године, али се убрзо распао када су се распламсале тензије између арапских и јеврејских оснивача. Углавном, производ су биле чисто комерцијалне, лепршаве романсе са пуно певања и плеса који се често дешавају у малим селима. Студио Свет уметности (Дуниат Алфанн), који су основали глумци, посегнуо је за озбиљнијим послом. Године 1955. продуцирали су Фитна ва Хассан Хаидара Ал-Омара, ирачко препричавање Ромеа и Јулије, које је привукло међународну пажњу. Али углавном је владавина јаке песнице обесхрабрила било какве друштвено релевантне филмове. 1959. године, када је збачена влада краља Фејзела II, основана је Општа организација кинематографа и позоришта са циљем да промовише политичке циљеве новог режима, како у документарним тако и у играним филмовима. Типични су били документарни филмови попут пројекта Ал Магхисхи из 1969. године, који је приказао владине кампање за наводњавање и Венчање на небу из 1967., који слави ваздухопловство и њихов систем наоружања. Револуција из 1968. која је довела на власт Баас партију додатно је учврстила владину контролу филмског материјала и потребу државе да сви филмови потврђују њену моћ.
Долазак Садама Хусеина на власт 1979. године гурнуо је ирачку кинематографију у мало другачијем правцу. Одлив националних ресурса из ирачко-иранског рата 1980. довео је до скоро заустављања филмске продукције. Неколико филмова који су пуштени у продукцију углавном су били усмерени на величање митске ирачке историје или славље Хусеинове владавине. Влада је 1981. године наручила од египатског режисера Салаха Абусеифа да сними Ал-Кадисију, епски период који говори о тријумфу Арапа над Персијанцима 636. године нове ере. Слично, мелодрама Мохамеда Шукрија Џамила Велико питање (ал-Мас' Ала Ал-Кубра) глумила је британског глумца Оливера Рида као опаког потпуковника Џерарда Личмана који је праведно убијен у ирачкој револуцији 1920. године. Године 1980. Хусеин је промовисао сопствену митологију аутобиографским 6-сатним епом Дуги дани (ал-Аииам ал-тавила), сагом о Хусеиновом учешћу у неуспелом покушају атентата на премијера Абд ал-Карима Касима 1958. године, и његовим каснијим херојским побећи назад у Тикрит. Филм је монтирао и делимично режирао Теренс Јанг, британски редитељ који се прославио водећим раним филмовима о Џејмсу Бонду Др. Но и Тхундербалл (филм). Хусеина игра Садам Камел, Хусеинов рођак и зет, који се на крају сукобио са диктатором и убијен 1996. Након што је Ирак извршио инвазију на Кувајт, санкције против Ирака учиниле су снимање филмова немогућим у земљи, иако нова генерација филмских стваралаца оживљава у Багдаду.

## Музика
Ирак је познат првенствено по свом богатом макамском наслеђу које су мајстори макама усмено пренели у непрекинутом ланцу преноса, доводећи до садашњости. Макам ал-Ираки се сматра најплеменитијим и најсавршенијим обликом макама. Ал-макам ал-Ираки је збирка пјеваних, песме написане или на једном од шеснаест метара класичног арапског или на ирачком дијалекту (зухајри).
Овај облик уметности УНЕСКО је признао као „нематеријалну баштину човечанства“.

## Спорт
Фудбал је најпознатији спорт у Ираку. Фудбалска репрезентација Ирака била је шампион Азије 2007. године након што је победила Саудијску Арабију у финалу одржаном у Џакарти у Индонезији. 2006. Ирак је стигао до фудбалског финала Азијских игара 2006. у Дохи, у Катару, након што је победио бивше полуфиналисте Светског првенства у фудбалу Јужну Кореју и на крају завршио као другопласирани, освојивши сребро. На фудбалском турниру на Летњим олимпијским играма 2004. у Атини, у Грчкој, Ирак је завршио на четвртом месту, а фудбалска репрезентација Италије освојила је бронзу са једним голом.
Ирачка фудбалска асоцијација (арап. الاتحاد العراقي لكرة القدم) је управно тело фудбала у Ираку, које контролише фудбалску репрезентацију Ирака и ирачку Супер лигу (такође познату као Даври Ал-Нокба ). Основана је 1948. године, а од 1950. је чланица ФИФА, а од 1971. године Азијске фудбалске конфедерације.
Основана је 1948. године, а од 1950. је чланица ФИФА, а од 1971. године Азијске фудбалске конфедерације. Велики клубови у Ираку су Ал-Схорта, Ал-Кува Ал-Јавииа, Ал-Завраа, Ербил СЦ, Духок СЦ, Ал Талаба и Најаф ФЦ . Кошарка, пливање, дизање тегова, бодибилдинг, бокс, кик бокс и тенис су такође популарни спортови.

## Кухиња
Ирачка кухиња или месопотамска кухиња има дугу историју која сеже око 10.000 година уназад – до Сумерана, Вавилонаца, Асираца, и Стари Персијанци. Таблете пронађене у древним рушевинама у Ираку показују рецепте припремљене у храмовима током верских празника - прве куварске књиге на свету. Древни Ирак, или Месопотамија, био је дом софистициране и високо напредне цивилизације, у свим областима знања - укључујући и кулинарске уметности.
Међутим, у златном добу ислама, када је Багдад био главни град Абасидског калифата, ирачка кухиња је достигла свој зенит. Данас ирачка кухиња одражава ово богато наслеђе, као и јаке утицаје кулинарских традиција суседне Персије, Турске и региона Сирије. Нека популарна јела укључују кебаб (често мариниран са белим луком, лимуном и зачинима, а затим печен на роштиљу), Шаварма (умота за сендвиче са месом на жару, сличан Донер кебабу ), Бамиех (чорба од јагњетине, бамије и парадајза), Кузи (јагњетина са пиринчем, бадеми, суво грожђе и зачини), и салата у пита, Куббах (млевено месо са булгур пшеницом, или пиринач и зачини), Масгуф (риба на жару са бибером и тамариндом) и Маклуба (пиринач, јагњетина, парадајз и патлиџан) јело). Такође су популарна јела од пуњеног поврћа као што су Долма и Махсхи. Мацхбоус је такође популарно јело на југу и југоистоку Ирака.
Савремени Ирак одражава исту природну поделу као и древна Месопотамија, коју су чиниле Асирија у сушним северним висовима и Вавилонија у јужној алувијалној равници. Горња Месопотамија (древна Асирија) узгаја пшеницу и усеве који захтевају зимску хладноћу, као што су јабуке и коштичаво воће. Ал-Ирак (управо Ирак, древна Вавилонија) узгаја пиринач и јечам, агруме и одговоран је за позицију Ирака као највећег светског произвођача урми.
Китаб ал-табикх је најстарија преживела арапска куварица, коју је написао ал-Варак у 10. веку. Састављен је на основу рецепата дворова Абасидског калифата из 8. и 9. века у Багдаду. Неки научници спекулишу да је ал-Варак можда припремио рукопис у име покровитеља, хамданидског принца Саифа ал-Давле, који је настојао да побољша културни престиж свог двора у Алепу пошто је суд у Багдаду почео да опада.

## Савремена култура

### Културно наслеђе
Ирак је земља широког и разноликог наслеђа, дом верских група као што су муслимани, хришћани, Јевреји, Мандејци, Језиди и етничких група као што су Арапи, Курди и Туркмени који су допринели широком спектру ирачке културе. Многа тржишта одражавају локалну културу и економију, као што је чувена пијаца Ал-Сафафеер у Багдаду која је једна од најстаријих пијаца у граду основана током Абасидског калифата и остаје позната по разним колекционарским предметима и експонатима од бакра.
Чајнице су разбацане по целом Ираку, а после подне је навика да се трговци повуку у позадину са блиским пријатељима да пијуцкају чај уз трачеве, ирачку „сијесту”.

### Установе културе
Неке важне културне институције у главном граду укључују Ирачки национални оркестар (пробе и наступи су накратко прекинути током окупације Ирака, али су се од тада вратили у нормалу) и Национално позориште Ирака (позориште је опљачкано током инвазије на Ирак 2003 . али се ради на обнови позоришта). Позоришна сцена уживо је добила подстицај током 1990-их, када су санкције УН ограничиле увоз страних филмова. Извештава се да је чак 30 биоскопа претворено у бине уживо, производећи широк спектар комедија и драмских продукција.
Институције које нуде културно образовање у Багдаду укључују Музичку академију, Институт лепих уметности и Музичку и балетску школу Багдад. Багдад такође има бројне музеје укључујући Национални музеј Ирака – у коме се налази највећа и најбоља светска збирка артефаката и реликвија цивилизација древног Ирака ; од којих су неки украдени током рата у Ираку.

### Фестивали
Неки културни догађаји славе ирачку културу током времена. Међународни фестивал Вавилон у Ираку промовише уметност, укључујући плес и музику, угошћујући хиљаде ирачких посетилаца. Доживео је паузу од 19 година, од америчке инвазије, али је поново организован од 2021. Међународна манифестација основана 1987. године окупља уметнике из целог света. Град Мосул је 2022. године био домаћин фестивала традиционалне музике, уз подршку Унеска. Организатори манифестације изразили су жељу да се овај фестивал овековечи и у будућности и да се сваке године организује по једно издање.